# Gethyllis ciliaris
Gethyllis ciliaris är en amaryllisväxtart som först beskrevs av Carl Peter Thunberg, och fick sitt nu gällande namn av Carl Peter Thunberg. Gethyllis ciliaris ingår i släktet Gethyllis och familjen amaryllisväxter.

## Underarter
Arten delas in i följande underarter:
- G. c. ciliaris
- G. c. longituba